# Eddy Baker
Eddy Baker — американський репер родом з Онтаріо, штат Каліфорнія.

## Кар'єра
У 2011 приєднався до Raider Klan, андерграундного реп-колективу, який популяризовував фонк та треп, натхненний мемфіським репом і нішевими інтернет-феноменами 90-х. 
У 2012 Бейкер випустив Edibles, свій перший мікстейп, на лейблі Raider Klan Records. Наступного року він виступив на фестивалі Coachella у складі Raider Klan. Через кілька місяців Бейкер покинув колектив і заснував Healthy Boyz разом з реперами Chilly Sosa та Celes Karter. 
У 2014 році Healthy Boyz приєдналися до суперколективу Seshollowaterboyz, разом з TeamSESH Боунса, Hollow Squad Xavier Wulf та Water Boyz Кріса Тревіса. SHWB регулярно гастролювали і випускали музику до 2020 року, коли COVID-19 змусив призупинити очні концерти, а Кріс Тревіс (разом з Water Boyz) розійшлися з колективом. 
У травні 2020 року Бейкер започаткував Blunt Talk, подкаст із співведучим Chilly Sosa про поточні події та духовність.

## Дискографія

### Мікстейпи
- 2012 — Edibles
- 2014 — BADGUY
- 2014 — On Call
- 2014 — Growhouse
- 2014 — BADGUY 2
- 2015 — Drug Dealer Music: Part One
- 2015 — Most Hated
- 2015 — Street Love
- 2015 — BADGUY 3
- 2016 — Less Than Zero
- 2017 — DRUG DEALER SUPERSTAR
- 2018 — VIGILANTE
- 2019 — I GOT HIGH AS F*** & FORGOT I MADE THESE SONGS (SIDE A)
- 2019 — I GOT HIGH AS F*** & FORGOT I MADE THESE SONGS (SIDE B)
- 2019 — The Worst of Times

### Міні-альбоми
- 2012 — The Saul Silver EP
- 2014 — The Eduardo Baker EP
- 2014 — Grey Sweatpants EP
- 2015 — No Sleep
- 2017 — Healthy Boy
- 2017 — Hierba y Dinero
- 2019 — I HOPE THIS HELPS
- 2019 — NO REST FOR THE WICKED

### Колаборативні альбоми
- 2019 — SparrowsCreek (з Bones)

### Колабораційні міні-альбоми
- 2014 — Criminal Minds (з Black Smurf)
- 2018 — SUPERHOT (з OmenXIII)
- 2021 — Stepbrothers (з Celes Karter)
- 2021 — Ill Sleep When Im Dead EP (з Yung Cortex)
- 2021 — Bad Boys II (з Idontknowjeffery)